# ریور وارد
ریور وارد (انگلیسی: River Ward) یا بخش شانزدهم یک بخش شهرداری در اتاوا، انتاریو، کانادا است.